# Thuần phong mỹ tục

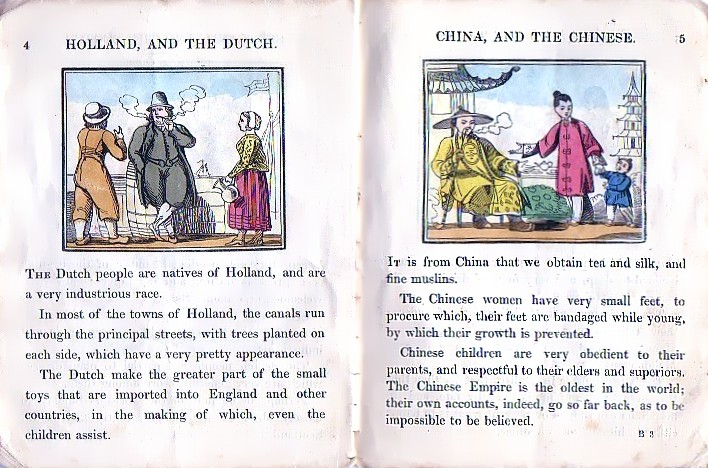
Một cuốn sách thiếu nhi ở thế kỷ 19 dạy rằng người Hà Lan "là một dân tộc cần mẫn" và trẻ em Trung Quốc "rất vâng lời cha mẹ".

Thuần phong mỹ tục là các chuẩn mực được tuân thủ rộng rãi trong một xã hội hoặc nền văn hoá cụ thể. Thuần phong mỹ tục định nghĩa những gì được coi là thoả đáng hoặc không thể chấp nhận được về mặt đạo đức trong một nền văn hoá bất kỳ. Trong khi đó nếp sống được tạo ra từ sự tương tác giữa người với người, giúp tổ chức các hành vi thông qua thói quen, sự lặp lại và tính nhất quán.
Thuần phong mỹ tục được hình thành trong quá trình lịch sử dài lâu của một dân tộc, được ổn định thành nề nếp suốt hàng trăm năm, được xã hội công nhận, được giáo dục và lưu truyền từ thế hệ này sang thế hệ khác. Nó trở thành một tập quán xã hội tương đối bền vững và thống nhất. Thuần phong mỹ tục nghe có vẻ trừu tượng, nhưng thực tế nó hiển hiện ở khắp nơi trong xã hội thông qua những lối sống và quy tắc ứng xử tốt đẹp giữa con người với nhau, có tác dụng lớn trong việc giáo dục đạo đức, ngăn chặn những hành vi vô đạo đức của mỗi cá nhân.

## Thuật ngữ
Xét theo nghĩa tiếng Việt, thuần phong mỹ tục được tạo thành từ hai khái niệm tương ứng là "thuần phong" (phong tục thuần hậu, chất phác) và "mỹ tục" (tục lệ tốt đẹp). Ngoài ra, còn có nhiều từ khác có ý nghĩa tương tự, như là bản sắc dân tộc, tinh hoa văn hóa dân tộc, gia phong tổ tiên.